# Norbert Rethmann

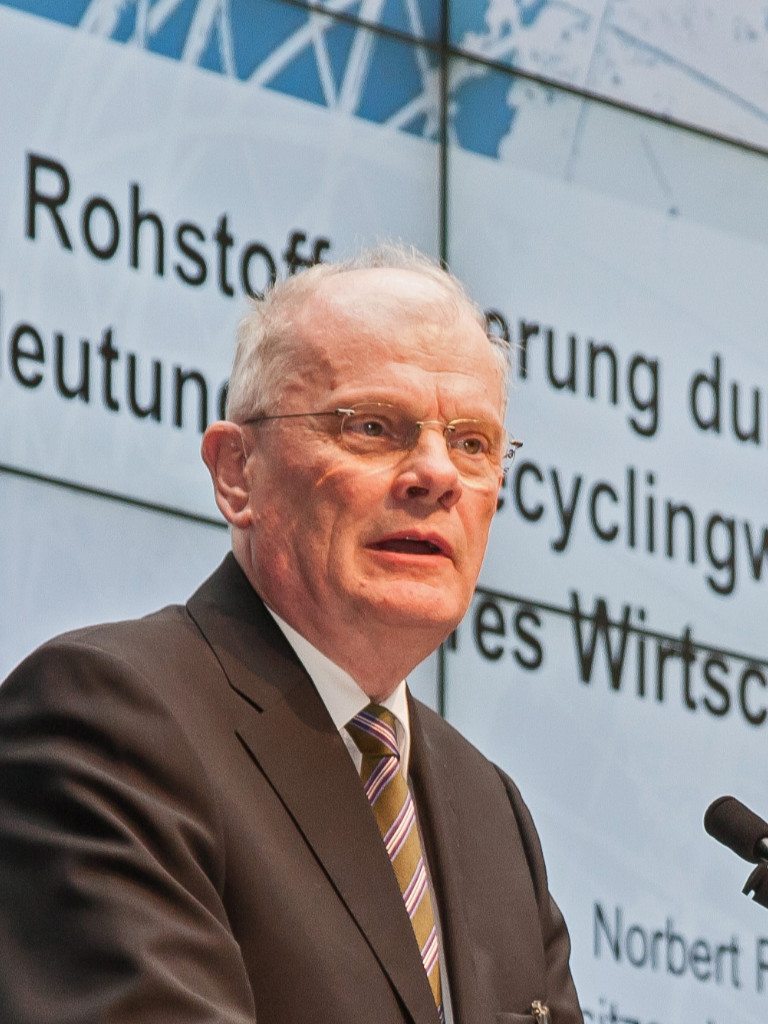
Norbert Rethmann während eines Vortrags im Herbst 2014

Norbert Rethmann (* 14. September 1939 in Lünen) ist ein deutscher Unternehmer und Ehrenaufsichtsratsvorsitzender der Rethmann-Gruppe.

## Herkunft und Ausbildung
Rethmann kam als drittes Kind des Fuhrunternehmers Josef Rethmann (1904–1990) in Westfalen zur Welt. Er wuchs gemeinsam mit seinem vier Jahre älteren Bruder Joseph und seiner drei Jahre älteren Schwester Maria in einer katholischen Unternehmerfamilie auf. 1934 hatte der Vater ein kleines Fuhrunternehmen in Selm erworben. Das auch als bahnamtliche Spedition tätige Unternehmen transportierte verschiedene Dinge des alltäglichen Lebens und war auch in der Entsorgung tätig.
Rethmann begann 1955 in Selm eine Schlosserlehre, die er 1958 abschloss. Vor der Lehre besuchte er die Handelsschule in Dortmund. Von 1957 bis 1960 absolvierte er in 7 Semestern eine Fachschule, an der er den Abschluss Fachschulreife erhielt.

## Berufliches Wirken
Nach seiner Ausbildung trat er in das Fuhrunternehmen seines Vaters ein. 1969 übergab der Vater die Anteile des Familienunternehmens und die Verantwortung ging vollständig an Norbert Rethmann über. Dieser beteiligte sich im selben Jahr an einem Betrieb in Burscheid, der vier Jahre später zur ersten Rethmann-Niederlassung wurde. In den folgenden Jahren baute er kontinuierlich das Dienstleistungsangebot im Entsorgungs- und Recyclingbereich aus. Im Jahr 1977 erweiterte er das Portfolio um das Geschäftsfeld Tierkörper- und Schlachtabfallbeseitigung. Das Unternehmen wuchs durch Beteiligungen und Gründung neuer Niederlassungen im In- und Ausland. 1989 gründete er infolge einer Umstrukturierung die Familien-Holding Rethmann AG & Co. Im Jahr 1993 trat er den Vorstandsvorsitz an Hermann Niehues ab und wurde Aufsichtsratsvorsitzender der Rethmann AG. 1994 wurden zwei seiner Söhne in den Vorstand berufen. 1994 verlegte er seinen Lebensmittelpunkt in das 40 km von Schwerin entfernt liegende Dorf Wamckow, wo er ein ehemaliges volkseigenes Gut, die Dorfkirche und die Infrastruktur des Dorfes sanierte. Zwischen 1999 und 2009 war Rethmann Bürgermeister von Kobrow in Mecklenburg-Vorpommern. Im September 2009 übergab er den Aufsichtsratsvorsitz an seinen Sohn Martin Rethmann. Nach wie vor hat er die Rolle als Ehren-Aufsichtsratsvorsitzender inne.

## Mitgliedschaften und Ehrenamt
- 1973–1980: Vizepräsident des Bundesverbandes der Dt. Entsorgungswirtschaft (BDE) (vorher Landesvorsitz)
- 1984–1990: Präsident des Bundesverbandes der Dt. Entsorgungswirtschaft (BDE)
- 1984–1990: Präsident der Europäischen Föderation der Abfallwirtschaft (FEAD)[5]
- 1987–1997: Mitglied der Vollversammlung der Industrie- und Handelskammer (IHK) zu Dortmund
- 1987–1991: Ehrenamtlicher Handelsrichter
- 1987–2007: Beiratsvorsitzender Messe München, IFAT-Beirat
- 1990-heute: Ehrenrat des Bundesverbandes der Dt. Entsorgungswirtschaft (BDE)
- 1991–2005: Aufsichtsratsvorsitzender der Interseroh AG
- 1991–1994: Aufsichtsratsvorsitzender der DKR AG (Deutsche Kunststoffrecycling AG)
- 1991–1997: Mitglied im Präsidium der IHK Dortmund
- 1993–1997: Aufsichtsratsmitglied des Dualen Systems Deutschland
- 1994–heute: Mitglied des Vorstands des Bundesverbandes der Dt. Entsorgungswirtschaft (BDE)
- 1995–2002: Vorsitzender des Verbands für Flächenrecycling und Altlastensanierung NRW (AAV)[2]
- 1998–heute: Ehrenpräsident der IHK Dortmund

## Auszeichnungen
- 1984: Auszeichnung der National Solid Waste Management Authority (NSWMA) in Chicago
- 2004: Verdienstorden der Republik Polen[3]
- 2006: Ehrenmitglied der Industrie- und Handelskammer der ausländischen Investoren in Polen
- 2010: Siemerling-Sozialpreis des Dreikönigsstiftung Neubrandenburg
- 2015: Ernennung zum Ehrenbürger der Stadt Selm[6]
- 2016: Großer Preis der Wirtschaft des Unternehmerverbandes Norddeutschland-Mecklenburg-Schwerin e.V.
- 2018: Wektor, Ehrenpreis des Polnischen Arbeitgeberverbandes
- 2020: Europamedaille der CDU/CSU-Fraktion[5]

## Privates
Norbert Rethmann hat vier Söhne. Er ist CDU-Mitglied. Er wohnt mit seiner Frau in Mecklenburg-Vorpommern.
Seit vielen Jahren setzt sich Norbert Rethmann für die Verständigung und den Austausch zwischen Menschen aus unterschiedlichen Ländern ein, insbesondere in Bezug auf das deutsche Nachbarland Polen.

## Veröffentlichung
- als Herausgeber: Peter Mugay, Christine Jörss-Munzlinger: Wamckow. Ein Mecklenburger Gutsdorf im Wandel der Zeiten. Lonnemann Selm, Wamckow / Klein Görnow / Schildow 2001.